# Chelejsata
Chelejsata (en georgiano: ჩელეხსათა) es una aldea que pertenece a la parcialmente reconocida República de Osetia del Sur, parte del distrito de Tsjinval, aunque de iure pertenece al municipio de Kurta de la región de Iberia Interior de Georgia.

## Geografía
Chelejsata se encuentra en el valle del río Gran Liajvi, a 4 km de Tsjinvali. La aldea se administra desde el pueblo de Dzari. 

## Historia
De 1922 a 1990, formó parte del distrito de Tsjinval del óblast autónomo de Osetia del Sur. De 1990 a 2006, formó parte del raión de Kareli y, desde 2006, forma parte del municipio de Kurta.  

## Demografía
La evolución demográfica de Chelejsata entre 1970 y 1989 fue la siguiente:
| 32                                                       | 18 | 10 |
| (Fuente: Population of South Ossetia since Soviet times) |    |    |